# Cratere Mendelssohn
Mendelssohn  è un cratere sulla superficie di Mercurio.